# Тоса, Рэйко
Рэйко Тоса (яп. 土佐 礼子; род. 11 июня 1976, Мацуяма) — японская легкоатлетка, специалистка по бегу на длинные дистанции и марафону. Выступала за сборную Японии по лёгкой атлетике в 2000-х годах, серебряная и бронзовая призёрка чемпионатов мира, победительница Токийского и Нагойского марафонов, участница двух летних Олимпийских игр.

## Биография
Рэйко Тоса родилась 11 июня 1976 года в городе Мацуяма префектуры Эхиме, Япония.
Занималась бегом во время учёбы в местной средней школе, затем поступила в Университет Мацуяма, где так же состояла в легкоатлетической команде. Позже представляла команду страховой компании Mitsui Sumitomo Insurance.
В 1998 году одержала победу на местном Мацуямском марафоне, показав время 2:54:47.
В 1999 году вошла в основной состав японской национальной сборной и выступила на чемпионате мира по полумарафону в Палермо, финишировала здесь пятой в личном зачёте, установив свой личный рекорд в данной дисциплине — 1:09:36, и помогла японской команде получить серебро в командном зачёте.
В 2000 году выиграла серебряные медали на Нагойском марафоне (2:24:36) и на Токийском марафоне (2:24:47), уступив соотечественнице Наоко Такахаси и кенийке Джойс Чепчумбе соответственно.
В 2001 году побывала на чемпионате мира в Эдмонтоне, откуда привезла награду серебряного достоинства — в марафоне пропустила вперёд только румынку Лидию Шимон, показав время 2:26:06.
В 2002 году финишировала четвёртой на Лондонском марафоне, установив личный рекорд — 2:22:46.
В 2004 году с результатом 2:23:57 выиграла Нагойский марафон и благополучно прошла отбор на летние Олимпийские игры в Афинах. Имела хорошие шансы на попадание в число призёров, став в конечном счёте пятой.
В 2006 году одержала победу на Токийском марафоне (2:26:15) и взяла бронзу Бостонского марафона (2:24:11) — здесь её обошли только кенийка Рита Джепту и представительница Латвии Елена Прокопчук.
В 2007 году в марафоне стала бронзовой призёркой на домашнем мировом первенстве в Осаке (2:30:55), лучше неё дистанцию преодолели кенийка Катрин Ндереба и китаянка Чжоу Чуньсю.
Благодаря череде удачных выступлений удостоилась права защищать честь страны на Олимпийских играх 2008 года в Пекине — вновь стартовала в программе женского марафона, но на сей раз сошла с дистанции и не показала никакого результата.
После пекинской Олимпиады Тоса ещё в течение некоторого времени оставалась элитной бегуньей и продолжала принимать участие в крупнейших международных стартах. Так, в 2009 году она финишировала третьей на марафоне в Токио и четвёртой на полумарафоне в Маругаме.
В 2011 году показала пятый результат на полумарафоне в Осаке.
В своём последнем соревновательном сезоне в 2012 году одержала победу на Мацуямском марафоне (2:41:40) и заняла 40 место на Нагойском марафоне (2:43:11).